# رؤوف جيكوب
رؤوف جيكوب (بالإنجليزية: Raouf J Jacob)‏ (من مواليد 1988) صانع أفلام سيراليوني وناشط حقوقي حائز على عدّة جوائز في مجال حقوق الإنسان. يُعتبر رؤوف أحد أشهر صانعي الأفلام في سينما سيراليون وقد اشتهر بفيلمه الوثائقي الطويل الحائز على العديد من الجوائز سيراليون: ثقافة الصمت (بالإنجليزية: Sierra Leone: A Culture of Silence)‏. بصرف النظر عن عملهِ في مجال صناعة الأفلام فرؤوف جيكوب (أو جاكوب) هو مؤسس استوديوهات/أفلام ورلدوايد سينما فرايمز (بالإنجليزية:  Worldwide Cinema Frames LLC)‏ والمدير التنفيذي لمهرجان بوسطن السينمائي العالمي الذي أسسه في عام 2006.

## الحياة الشخصية
وُلد رؤوف جيكوب في فريتاون بسيراليون. في ذروة الحرب الأهلية في سيراليون عام 1999، غادر رؤوف البلاد رفقة أسرتهِ صوبَ بوسطن في ماساتشوستس بالولايات المتحدة وذلك في كانون الثاني/يناير 2000.

## المسيرة المهنية
أخرجَ رؤوف جيكوب عام 2005 فيلم ابكي يا أمريكا (بالإنجليزية: Cry، America)‏ الذي استكشفَ الكارثة المأساويّة التي خلفها إعصار كاترينا وكذلك الحرب الأمريكية على العراق، كما أخرجَ سلسلة في عالمٍ أعمى (بالإنجليزية: In a Blind World)‏ وهي السلسلة التي حاولت استكشاف الحل الأخير وهو الحلُّ الذي اقترحهُ الزعيم النازي أدولف هتلر لمعالجة مشكلة اليهود في ألمانيا، كما تطرق في هذه السلسلة للإبادة الجماعية في دارفور ونظيرتها في رواندا عام 1994 وكذا والإبادة الجماعية في دارفور بالسودان فضلًا عن اضطهاد الطائفة البهائية في إيران وعهد أمير الحرب السابق بابلو إسكوبار في كولومبيا.
أصدر جيكوب عام 2014 الفيلم الوثائقي سيراليون: ثقافة الصمت (بالإنجليزية: Sierra Leone: A Culture of Silence)‏، حيثُ كان هو المخرج والكاتب والمنتج والمصور السينمائي وكذا المحرر. حاز الفيلم على العديد من الجوائز بما في ذلك جائزة أفضل فيلمٍ وثائقي طويل في مهرجان نيويورك السينمائي الدولي عام 2014 كما شاركَ في مهرجان بوسطن السينمائي الدولي في نفس العام ومهرجان روكسبري السينمائي الدولي عام 2014 أيضًا. عُرض الفيلم كذلك في سوق كان السينمائي (بالفرنسية: Marché du film de Cannes)‏ لعام 2014 ومهرجان سيليكون فالي للأفلام الأفريقيّة (بالإنجليزية: Silicon Valley African Film)‏ ومهرجانات أخرى.

## قائمة أعماله
| السنة | عنوان الفيلم   | العنوان الأصلي       | الدور                                | نوع الفيلم  |
| ----- | -------------- | -------------------- | ------------------------------------ | ----------- |
| 2005  | ابكي يا أمريكا | Cry, America         | المخرج والكاتب                       | فيلم وثائقي |
| 2010  | في عالمٍ أعمى   | In a Blind World     | المخرج والكاتب والمنتج               | فيلم وثائقي |
| 2014  | ثقافة الصمت    | A Culture of Silence | مخرج، كاتب، منتج، مصور سينمائي ومحرر | فيلم وثائقي |